# Kojévniki
Kojévniki (en rus: Кожевники) és un poble del krai de Perm, a Rússia, que en el cens del 2010 tenia 41 habitants.